# Джейн Йолен
Джейн Йолен (англ. Jane Yolen, нар. 11 лютого 1936, Нью-Йорк, США) — американська письменниця та редакторка у жанрі дитячої літератури, фентезі та наукової фантастики. Йолен — лауреатка численних літературних нагород та премій, зокрема двох найпрестижніших у царині фантастики, що вручаються «за заслуги перед жанром» — Всесвітньої премії фентезі (2009) та Меморіальну премію «Гросмейстер фантастики» імені Деймона Найта (2017).

## Біографія
Народилася 11 лютого 1939 року в Нью-Йорку, США, в родині Вільяма та Ізабель Йоленів. Хист до письменництва проявила у ранньому віці — написала свій перший вірш перед тим, як піти до школи. У дитинстві займалася балетом, музикою та захоплювалася читанням. ЇЇ улюбленими книгами були «Маленькі жінки» Луїзи Мей Елкотт, «Павутиння Шарлотти» Е. Б. Вайта, «Таємний сад» Френсіс Бернет, «Вітер у верболозах» Кеннет Грем та твори Роберта Стівенсона.
1956 року вступила до Коледжу Сміта. Професійну кар'єру письменниці розпочала 1961 року. З того часу видала понад 300 книг.
1962 року одружилася з Девідом В. Стемплом, народила трьох дітей. У 1965—1966 роках з чоловіком здійснила подорож країнами Європи. У середині 1970-х здобула ступінь магістра в Массачусетському університеті в Емгерсті. У 1990-х придбала будинок у Шотландії та відтоді щороку проводить там літні місяці. 2006 року помер її чоловік (2003 року вийшла поетична збірка Джейн Йолен "Сонети радіації", де вона зосередилася на темі боротьби свого чоловіка з раком).

## Творчість
1961 року світ побачила перша книга Джейн Йолен — «Пірати у нижніх спідницях», яка розповідає про життя таких відомих піраток як Фенні Кембелл, Енні Бонні, Мері Рід та мадам Чінг. Станом на 2017 рік опублікувала понад 300 книг. Йолен називають «Гансом Крістіаном Андерсеном Америки» та «Езопом 20 сторіччя».
Серед найвідоміших творів Джейн Йолен книга-картинка «Совиний місяць» (англ. Owl Moon) про дівчинку та її батька, які після приходу темряви вирушають до лісу у пошуках сови. 1988 року у світ вийшов історичний роман Йолен «Арифметика диявола» про дванадцятирічну єврейку та Голокост. 1999 року вийшла однойменна екранізація роману з Кірстен Данст у головній ролі.
Роман Йолен «Зала чаклунів» (1991) має багато подібностей з серією книг про Гаррі Поттера. Джейн Йолен так висловилася щодо Джоан Роулінг:
|  | Я досить-таки впевнена, що вона не читала моєї книги. Ми обоє використовували фентезійні тропи — школа чарівників, рухомі картини на стінах. Так сталося, що мого персонажа звали Генрі, а не Гаррі. Він також мав рудоволосого найкращого друга і товаришував з дівчиною, яка теж стала його найкращою подругою (у мене вона чорна, а не біла). Зустрічався в мене й злий чаклун, який намагався знищити школу, будучи колишнім вчителем цієї школи. Але це все тропи... Раніше виходили й інші книги, де діти вирушали до відьомських чи чаклунських шкіл на таємничому потязі, який могли бачити лише діти та який вирушав з головної британської станції. Не пам'ятаю чи то з вокзалу Вікторія, чи Кінгс-Крос. Усі ці речі існували... Новизни у цьому немає.Оригінальний текст (англ.) I'm pretty sure she never read my book. We were both using fantasy tropes — the wizard school, the pictures on the wall that move. I happen to have a hero whose name was Henry, not Harry. He also had a red-headed best friend and a girl who was also his best friend — though my girl was black, not white. And there was a wicked wizard who was trying to destroy the school, who was once a teacher at the school. But those are all fantasy tropes ...There's even a book that came out way before hers where children go off to a witch school or a wizard school by going on a mysterious train that no one else can see except the kids, at a major British train station — I don’t know if it was Victoria Station or King's Cross. These things are out there ...This is not new. |

### Хроніки Дракона Піта
1. Dragon's Blood (1982) — «Кров дракона»
2. Heart's Blood (1984) — «Кров серця»
3. A Sending of Dragons (1987) — «Послання драконів»
4. Dragon's Heart (2009) — «Серце дракона»

### Вибрані романи та книги
- The Emperor and the Kite (1967) — «Імператор та летючий змій»
- The Bird of Time (Ілюстрації Мерсера Мейєра) (1971) — «Пташка часу»
- An Invitation To The Butterfly Ball (ілюстрації Джейн Брескін Залбен) (1976) — «Запрошення на бал етеликів»
- The Simple Prince (ілюстрації Джека Кента) (1978) — «Простий принц»
- The Gift of Sarah Barker (1981) — «Подарунок Сари Баркера»
- Children of the Wolf (1984) — «Діти вовка»
- The Stone Silenus (1984) — «Камінь силен»
- Cards of Grief (1985) — «Карти горя»
- Owl Moon (1987) — «Совиний місяць»
- Sister Light, Sister Dark (1989) — «Світла сестра, темна сестра»
- The Dragon's Boy (1990) — «Хлопець дракона»
- White Jenna (1990) — «Біла Дженна»
- Greyling (1991, книжка-картинка) — «Харіус»
- Wings (1991, книжка-картинка) — «Крила»
- Wizard's Hall (1991) — «Зала чарівників»
- Merlin and the Dragons (ілюстрації і Мінг, на основі однойменного мультфільма) (1995) — «Мерлін та дракони»
- Briar Rose (1992) — «Бріар Роуз, або Спляча Красуня»
- The One Armed Queen (1998) — «Одна озброєна королева»
- Armageddon Summer (1998, з Брюсом Ковіллом) — «Літо Армагедон»
- Raising Yoder's Barn (1998, ілюстрації Берні Фукса) — «Возвишена стодола Йодері»
- The Wizard's Map (1999) —— «Мапа чаклуна»
- Queen's Own Fool (2000, з Робертом Дж. Гаррісом) — «Власний блазень королеви»
- Wild Wings: Poems for Young People (2002, з Джейсоном Стемплом) — «Дикі крила: Вірші для молоді»
- Girl in a Cage (2002, з Робертом Дж. Гаррісом) — «Дівчина у клітці»
- Sword of the Rightful King (2003) — «Меч законного короля»
- Prince Across the Water (2004, з Робертом Дж. Гаррісом) — «Принц за океаном»
- The Young Merlin Trilogy: Passager, Hobby, and Merlin (2004) — «Трилогія Молодий Мерлін: Подорожній, Коник та Мерлін»
- Pay the Piper: A Rock and Roll Fairy Tale (2005, з Адамом Стемплом) — «Розраховуватись: Казка про рок-н-рол»
- The Rogues (2007, з Робертом Дж. Гаррісом) — «Шахраї»
- Creepy Monsters, Sleepy Monsters (2011, ілюстрації Келлі Мерфі) — «Страшні чудовиська, страшні чудовиська»
- The Last Dragon (2011, графічний роман, ілюстрації Ребекки Гуай) — «Останній дракон»
- Bad Girls: Sirens, Jezebels, Murderesses, Thieves, and Other Female Villains[2] (2013, з Гейді Стемпл, ілюстрації Ребекки Гуай) — «Погані дівчатка: Сирени, Єзавелі, Вбивці, Злодійки та інші жінки-злодійки»
- Curses! Foiled Again (2013, ілюстрації Майкла Кавалларо) — «Прокляття! Обманені знову»
- Romping Monsters, Stomping Monsters (2013, ілюстрації Келлі Мерфі) — «Галасливі чудовиська, тупаючі чудовиська»
- Centaur Rising (2014) — «Відродження кентавра»
- Stone Angel (2015) — книга-картинка, ілюстрації Кеті Мей Грін, OCLC 852681833 — «Кам'яний Ангел»
- The Emerald Circus (2016) — збірка малої прози — «Смарагдовий цирк»

### Вибрані фільми
- Merlin and the Dragons (1991) — «Мерлін та дракони»

### Вибрані повісті та новели
- «The Devil's Arithmetic» (1988) — «Арифметика диявола»
- «Lost Girls» (1998) — «Загублені дівчата»

### Вибрані вірші
- «Tintagel Morning: Song» (1990) — «Тінтагельські ранки: Пісня»
- «Angels Fly Because They Take Themselves Lightly» (1991) — «Ангели літають через те, що сприймають себе легко»
- «Will» (1992) — «Воля»
- «Lies» (2005—2006) — «Брехня»
- «War Memorial: Edinburgh» (2005—2006) — «Меморіал війни: Единбург»
- «Fife Map» (2006) «Мапа Файфа»
- «Suzy and Leah» — «С'юзі та Лія»
- «Fat Is Not a Fairy Tale» — «Жирність — не казка»